# アウグスティヌス

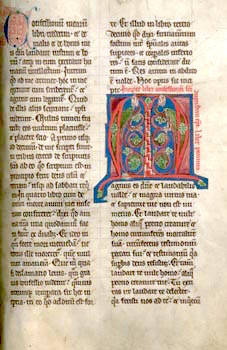
マニ教を批判したアウグスティヌスの書簡。

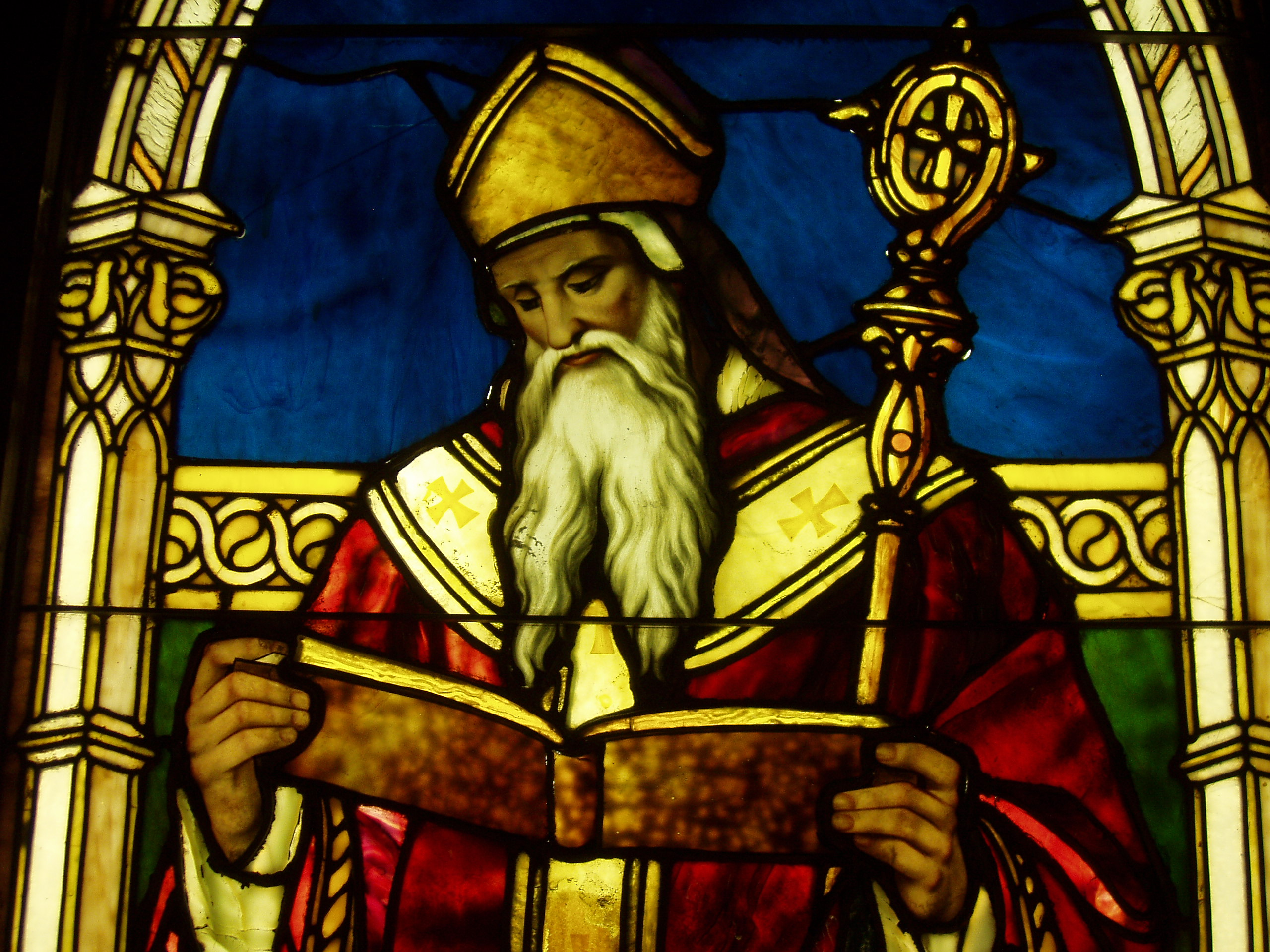
アウグスティヌス（ステンドグラス、作：L. C. ティファニー）

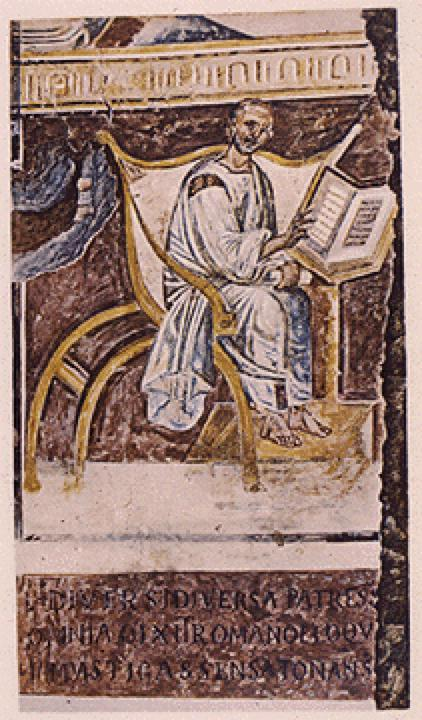
ラテラノ大聖堂に描かれたアウグスティヌス

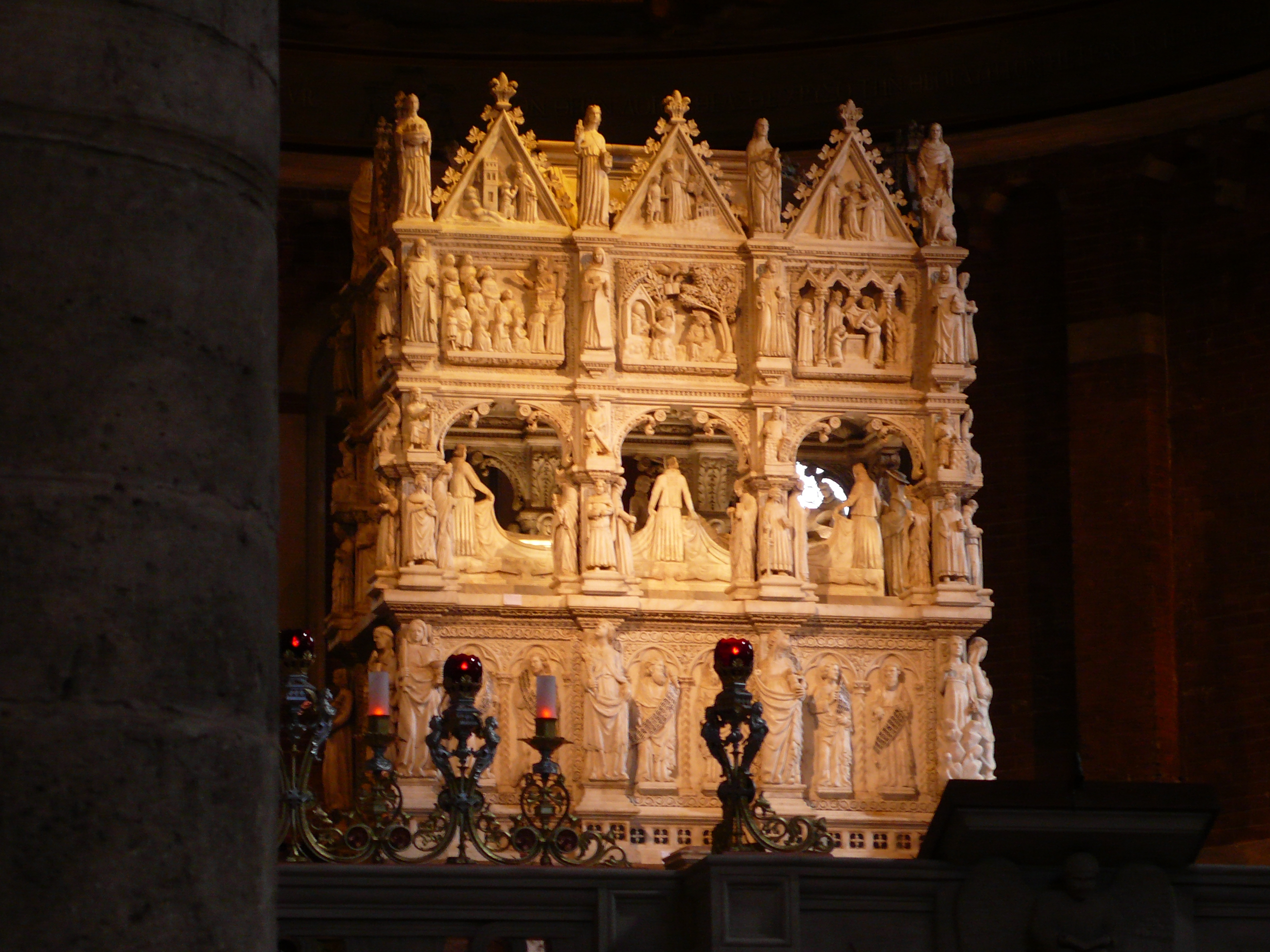
アウグスティヌスの墓

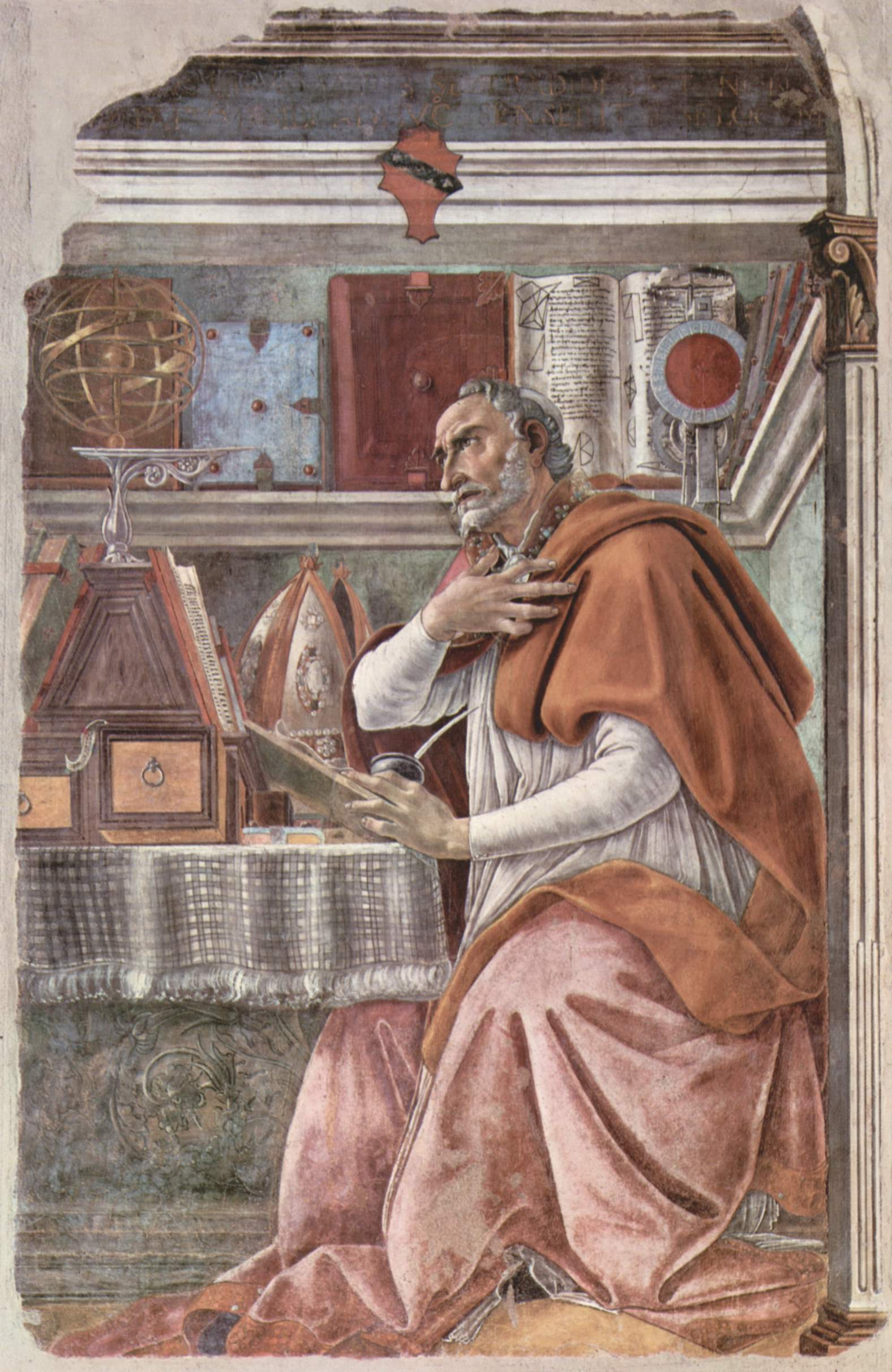
アウグスティヌス
ボッティチェリによる1480年ごろの作品。

聖アウレリウス・アウグスティヌス（ラテン語: Aurelius Augustinus、354年11月13日 - 430年8月28日）は、ローマ帝国（西ローマ帝国）時代のカトリック教会の司教であり、神学者、哲学者、説教者。ラテン教父の一人。
テオドシウス1世がキリスト教を国教として公認した時期に活動した。正統信仰の確立に貢献した教父であり、古代キリスト教世界のラテン語圏において多大な影響力をもつ。カトリック教会・聖公会・ルーテル教会・正教会・非カルケドン派における聖人であり、聖アウグスティヌスとも呼ばれる。日本ハリストス正教会では福アウグスティンと呼ばれる。母モニカも聖人である。
名前が同じカンタベリーのアウグスティヌス（イングランドの初代カンタベリー大司教）と区別して、ヒッポのアウグスティヌスとも呼ばれる。

## 生涯
アウグスティヌスはキリスト教徒の母モニカ（聖人）と異教徒の父パトリキウスの子として、354年に北アフリカ・ローマ属州のタガステ（現在のアルジェリアのスーク・アフラース）に生まれた。若い頃から弁論術の勉強を始め、370年からは、タガステの富裕な市民ロマニアヌスの伝で西方第2の都市カルタゴにて学ぶ。父パトリキウスは371年に死去した。この年から女性（氏名不詳）と同棲を始め、翌372年に私生児である息子アデオダトゥス（Adeodatus、‹a-deo-datus› から「神からの贈り物」の意。372年-388年）が生まれる。同棲は15年に及んだといわれる。当時を回想して「私は肉欲に支配され荒れ狂い、まったくその欲望のままになっていた」と『告白』で述べている。
キリスト教に回心する前は、一時期（373年-382年）、善悪二元論のマニ教を信奉していたが、キケロの『ホルテンシウス』を読みローマ哲学に関心をもち、マニ教と距離をおくようになる。その後ネオプラトニズム（新プラトン主義）を知り、ますますマニ教に幻滅を感じた。
当時ローマ帝国の首都であったイタリアのローマに383年に行き、さらに384年には、その北に位置する宮廷所在地ミラノで弁論術の教師をするうち、ミラノの司教アンブロジウスおよび母モニカの影響によって386年に回心し、387年に息子アデオダトゥスとともに洗礼を受け、キリスト教徒となった。受洗前の386年、ミラノの自宅で隣家の子どもから「Tolle, lege(とって読め)」という声を聞き、近くにあったパウロ書簡「ローマの信徒への手紙（ローマ人への手紙）」第13章13-14節の「主イエス・キリストを身にまとえ、肉欲をみたすことに心を向けてはならない」を読んで回心したといわれる。
387年、母モニカがオスティアで没した後、アフリカに帰り、息子や仲間と共に一種の修道院生活を送ったが、この時に彼が定めた規則は「アウグスティヌスの戒則」と言われ、キリスト教修道会規則の一つとなった（聖アウグスチノ修道会は、アウグスティヌスの定めた戒則を基に修道生活を送っていた修道士たちが13世紀に合同して出来た修道会である）。
391年、北アフリカの都市ヒッポ・レギウス（当時、カルタゴに次ぐアフリカ第2の都市）の教会の司祭に、さらに396年には司教に選出されたため、その時初めて聖職者としての叙階を受けた。以後、430年の死去までこの街で暮らすこととなった。
410年、ゴート族によるローマ陥落を機に噴出した異教徒によるキリスト教への非難に対し、天地創造以来の「神の国」と「地の国」（次節「思想」参照）の二つの国の歴史による普遍史（救済史）の大著『神の国』によって応えた。この著作はアウグスティヌスの後期を代表する著作となる。
430年8月28日、ヨーロッパからジブラルタル海峡を渡って北アフリカに侵入したゲルマン人の一族ヴァンダル人によってヒッポが包囲される中、ローマ帝国の没落と合わせるように、最後の古代哲学者として没した。

## 思想

### 「神の国」と「地の国」
『神の国』には「二国史観」あるいは「二世界論」と呼ばれる思想が述べられている。「二国」あるいは「二世界」とは、「神の国」と「地の国」のことで、前者はイエスが唱えた愛の共同体のことであり、後者は世俗世界のことである。イエスが述べたように「神の国」はやがて「地の国」にとってかわるものであると説かれている。しかしイエスが言うように、「神の国」は純粋に精神的な世界で、目で見ることはできない。アウグスティヌスによれば、「地の国」におけるキリスト教信者の共同体である教会でさえも、基本的には「地の国」のもので、したがって教会の中には本来のキリスト教とは異質なもの、世俗の要素が混入しているのである。だが「地の国」において信仰を代表しているのは教会であり、その点で教会は優位性を持っていることは間違いないという。
アウグスティヌスの思想は、精神的なキリスト教共同体と世俗国家を弁別し、キリスト教の世俗国家に対する優位、普遍性の有力な根拠となった。藤原保信と飯島昇藏によれば、アウグスティヌスにあっては、絶対的で永遠なる「神の国」が歴史的に超越しているのに対して、「地の国」とその政治秩序はあくまで時間的で、非本質的な限定的なものに過ぎない。したがって政治秩序は相対化されるのであるが、アウグスティヌスがいわゆるニヒリズムや政治的相対主義に陥らないのは、政治秩序の彼岸に絶対的な神の摂理が存在し、現実世界に共通善を実現するための視座がそこに存在するからである。だからこそ基本的に「神の国」とは異質な「地の国」の混入した「現実の」教会は、それでもなお魂の救済を司る霊的権威として、「地の国」において「神の国」を代表するのである。ここに倫理目標の実現の担い手が国家から教会へ、政治から宗教へと移行する過程を見ることができ、古典古代の政治思想との断絶が生じた。
J・B・モラルによれば、アウグスティヌスの考えでは異教国家に真の正義はなく、キリスト教に基づく政治社会だけが正義を十分に実現できる国家であり、非キリスト教的な政治社会には「国家」 (Respublica) の名称を与えてはいない。アウグスティヌスは、国家を卑しい存在とし、堕落した人間の支配欲に基づくもので、その存在理由はあくまで神の摂理への奉仕で、それはカトリック教会への従属によって得られる。一方で『告白』に見られるような個人主義的に傾いた信仰と『神の国』で論じられた教会でさえも世俗的であるという思想は、中世を通じて教会批判の有力な根拠となり、宗教改革にも影響を与えた。

### 自由意志
アウグスティヌスは、人間の自由意志についても論じていた。アウグスティヌスの自由意志の解釈を巡っては相反する2つの立場がある。
1)アウグスティヌスは予定説に立つ恩寵先行論に基づいて自由意志を否定的あるいは限定的に論じたとする立場。
2)救いにおける個人の自由意志を積極的に認めたとする立場。

#### 先行的恩寵
前者の先行的恩寵に基づく解釈はプロテスタンティズム神学で述べられることが多い。A・E・マクグラスはアウグスティヌスの自由意志論を次のように2段階に分けて整理する。
1. 自然的な人間の自由は肯定される。人間が物事を為すのは自由意志による。
2. 人間の自由意志は罪によって破壊も排除もされていないが、罪によってゆがめられているために、その回復には神の恵みが必要不可欠である。

アウグスティヌスによれば、人間の自由意志はいわば悪の分銅によって傾けられた天秤のようなもので、悪へと向かう深刻な偏りが存するのである。
宮谷宣史は以下のように整理する。
1. 生きとし生ける者は誰でも、キリストの恩恵なしには罪の裁きを免れることは出来ない。
2. 神の恩恵は、人間的な功績によって与えられることはない。
3. 恩恵は全ての人に与えられるわけではない。
4. 恩恵は神の一方的な憐れみにより与えられる。
5. 恩恵が与えられないのは神の裁きによる。
6. 善であれ悪であれ、自分の行為に対しては報いがある。
7. 主への信仰は人間の自由意志による。

宮谷はアウグスティヌスの自由意志論にパウロの影響を認めつつ、アウグスティヌスは罪を「無知」あるいは「無力」として捉え、人間には自由意志があっても善悪を判断する知識あるいは能力がないために、救いの根拠は「人間の」自由意志ではなく、「神の」自由な選びと予定である。
クラウス・リーゼンフーバーによれば、アウグスティヌスにおいて、自由とは歴史を形成する能力であるが、原罪を孕んだ結果、人間の自由は悪へと傾斜することとなり、中立的な自由を失った。しかし神の恩寵により自由な「神の国」において、人間は自らの自由を取り戻すことが出来るが、その段階においても意志の弱さは残る。その時人間が神への愛に貫かれて生きるなら、つまり愛への意志によって恩寵により完成されるならば、もはや罪を犯すことのない自由を得ることが出来る。そして個人はこの救いの過程を通して、歴史の進展に寄与するとした。リーゼンフーバーによれば「アウグスティヌスは、人間本性はアダム以来継受される原罪によって損なわれ、それゆえ神と掟の遵守へと向かうためには、先行する無償の恩寵が必要であると考え」た。
ほかに福田歓一も、アウグスティヌスはペラギウスと自由意志を巡る論争で、自由意志を認めつつも、人間性は「無知」と「無力」のゆえに自由意志によって救いに至ることができないと述べたとして、同じ立場に立つ。金子晴勇『宗教改革の精神』では、アウグスティヌスは自由意志を否定したのではなく、その価値を認めて自由意志を許容したが、人間はその原罪のゆえに自由意志を制限されており、信仰なくしては救いに至ることができないのであると説いたのだといい、これも前者に近い。前者のような理解のもとにアウグスティヌスを発展させて明確に自由意志を否定したのがルターである。

#### 個人の自由意志
個人の自由意志を積極的に認めたとする後者の立場としてはエラスムス、南原繁がいる。南原繁はアウグスティヌスは「神と人間のあいだの道徳的人格関係」を明らかにしたと述べている。また半沢孝麿によれば、彼は古代以来の「自由」という言葉を「神との関係における人間そのもののあり方に関わる言葉」とした。アウグスティヌスは予定説によって、世界を神による永遠不易の秩序内にあるとしたが、それは人間の自由意志による救いを少しも否定しないというものである。アウグスティヌスは神は人間を本性上自由意志を持つ者として創造したのであるから、人間の救いは自由意志に基づくものでなければならないと考えたとする。

## 影響

### 西欧・西方教会
アウグスティヌスの思想的影響は西欧のキリスト教（西方教会）にとどまらず、西洋思想全体に及んでいるといっても過言ではない。
アウグスティヌス自身はプラトン・新プラトン主義（プロティノスなど）・ストア思想（ことにキケロ）に影響を受けていた。すでにギリシア教父はギリシア思想とキリスト教の統合に進んでいたが、アウグスティヌスにおいて新プラトン主義とキリスト教思想が統合されたことは、西洋思想史を語る上で外すことができないほど重要な業績である。またラテン教父の間にあったストア派ことにそれとともにマニ教のでもある禁欲主義への共感を促進したことも、キリスト教倫理思想への影響が大きい。
アウグスティヌスの思想として特に後世に大きな影響を与えたのは人間の意志あるいは自由意志に関するものである。その思想は後のアルトゥル・ショーペンハウアーやフリードリヒ・ニーチェにまで影響を与えている。一言でいえば、アウグスティヌスは人間の意志を非常に無力なものとみなし、神の恩寵なしには善をなしえないと考えた。このようなアウグスティヌスの思想の背景には、若き日に性的に放縦な生活を送ったアウグスティヌス自身の悔悟と、原罪を否定し人間の意志の力を強調したペラギウスとの論争があった（ペラギウス論争といわれる一連の論争は西方教会における原罪理解の明確化に貢献している）。
フランク王国の国王カール大帝もことのほかアウグスティヌスの著作を好み、食事中に読ませたという。アウグスティヌスは圧倒的に人気があったため、自然な流れで聖人となり、1303年に教皇ボニファティウス8世によって教会博士とされた。中世カトリックを代表する神学者トマス・アクィナスもアウグスティヌスから大きな影響を受けた。
近代に入ってアウグスティヌス思想から影響を受けた神学者の代表として、ジャン・カルヴァンとコルネリウス・ヤンセンをあげることができる。カルヴァンは宗教改革運動の指導者の一人としてあまりに有名だが、ヤンセンはあくまでカトリック教会内にとどまった。しかし、ヤンセンの影響はジャンセニスムとしてカトリック教会内に大論争を巻き起こすことになる。ほかにもアウグスティヌスの時間意識（神は「永遠の現在」の中にあり、時間というのは被造物世界に固有のものであるというもの）も西洋思想の一部となったし、義戦（正戦論）という問題も扱っている。これもドナティスト論争という当時の神学論争の歴史的文脈から理解しないと誤解を招くが、アウグスティヌスは異端的になったドナティストを正しい信仰に戻すためなら武力行使もやむをえないと考えた。また神学者としては聖霊が父と子から発出することを、語り手・ことばによって伝えられる愛の類比などによって説いた。この立論は後のフィリオクェ問題における西方神学の聖霊論の基礎のひとつとなった。
信仰実践の面では、西方における共住修道のあり方に、ベネディクトゥスに次ぐ影響を与えた。アウグスティヌスが一時実践した共住修道の修道規則とされたものは、中世末期にアウグスティノ会の設立へとつながり、これはカトリックにとどまらず、ルターを通じて宗教改革とプロテスタント的禁欲の思想へも影響を与えている。
アウグスティヌスはカトリック教会において「最大の教師」とも呼ばれ重要視される。ただし原罪と人間性の脆さ・弱さに関する教理、および恩寵の必須であることを巡っては、しばしば極端に走ったとも指摘される。ルター、ツヴィングリ、カルヴァンなどにより、アウグスティヌスに残存していた誤謬が、誤って利用されたとすらカトリック教会では理解され、アウグスティヌスの論説を全的堕落論の基礎の一つとして扱うルター派、カルヴァン派といったプロテスタントとは、アウグスティヌスに対する捉え方に態様の違い・温度差がある。
現代ではアウグスティヌスがソフトウェアなどの知的財産の無償性を唱えた最初の人物であるとみなされることがある。彼自身は哲学について述べているのだが、思想というのは物質と異なり、自由に共有されるべきものだとアウグスティヌスは考えていた。

### 東方教会
東方教会（正教会・東方諸教会）においてもアウグスティヌスは聖人として崇敬される。正教会でもその生涯における神への模索と洗礼までの道程について言及されるなど、全面的に否定されている訳ではない。しかしながら正教会では西方教会に比べてアウグスティヌスの位置づけはさほど重要なものとされていない。特に原罪・堕落を巡るアウグスティヌスの見解に対して、正教会はこれを否定する。
また、対ペラギウス論争をめぐるアウグスティヌスの姿勢も、問題解決を不可能にしたものであると評されることがある。

## 著作

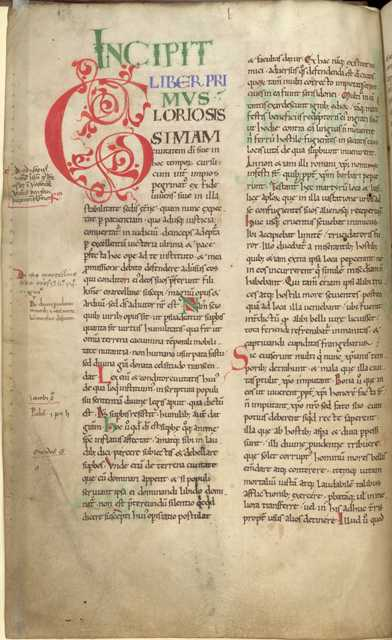
『神の国』12世紀写本。

アカデメイア派の懐疑論者、ペラギウス主義、マニ教への反駁の他、魂、時間、自由、意志、神の国、来世についての論考、聖書の注解、音楽論などの著作が残るが、『告白』などから現存しない著作があることも知られている。
『アウグスティヌス著作集』（全40巻、教文館、2023年6月完結）が刊行された。下記は主な著書。
- 『告白』：〜397-400年 - 日本語訳は明治期から今日まで多数出版された、一覧はリンク先を参照。
  - アウガスチン懺悔録 / 宮崎八百吉訳、警醒社、明治40年12月
  - オウガスチン懺悔録 / オウガスチン著他、文明書院、大正12年 - (冥想懺悔叢書：第1巻)
  - 聖アウグスティヌス懺悔録 / 中山昌樹訳、洛陽堂、大正8年
  - 聖アウグスティヌス懺悔録 / 中山昌樹訳、新生堂、大正13年 - (信仰叢書：第2編)
  - 『アウグスティヌス 告白』（訳注・解説）、山田晶責任編集・訳、中央公論社「世界の名著 14」[50]、1968年。新装版・中公バックス、1978年。
    - 『告白』山田晶訳 、中央公論新社〈中公文庫 全3巻〉、2014年。改訂
- 『三位一体論』：〜417年 中沢宣夫訳、東京大学出版会
- 『ヨハネ福音書注解』：〜419年 中沢宣夫訳、新教出版社 全2巻
- 『神の国』：〜426年 服部英次郎・藤本雄三訳、岩波文庫 全5巻
- 『エンキリディオン―信仰・希望・愛』、『霊と文字』、『自然と恩恵』、『キリストの恩恵と原罪』、『恩恵と自由意志』、『聖徒の予定』、『教化されていない人々への教理教育について』、『信仰と信条に関する論文』、『目に見えないものに対する信仰について』、『信じることの利益について』、『信条について』、『禁欲について』、『結婚の善について』、『聖なる処女』、『未亡人の幸福について』、『嘘について』、『嘘をつくことに対して』、『僧侶の仕事について』、『忍耐について』、『死者への配慮について』、『カトリック教会の道徳について』、『マニ教の道徳について』、『二つの魂について』、『マニ教徒フォルトゥナトゥスに対する行動または論争』、『マニの手紙に対する反論』、『マニ教徒ファウストスへの返答』、『善の性質について』、『洗礼について』、『ドナティスト派ペティリアンの手紙に対する回答』、『ドナティスト派の矯正』、『正義における人間の完全性について』、『結婚と欲望について』、『魂とその起源について』、『ペラギウス派の二通の手紙に対する反論』、『叱責と恩寵について』、『主の山上の説教』、『共観福音書注解』、『ヨハネの第一の手紙注解』、『独白集二巻』、『詩編注解』[51]。

## 記念日
アウグスティヌスの記念日は彼が死去した日とされる8月28日である。彼は西方においては醸造業者、印刷業者、神学者の守護聖人であり、多くの地域、都市の守護聖人ともなっている。

## 評価
福田歓一はキリスト教政治思想・国家論を初めて体系的に理論づけた人物として高く評価している。岡崎勝世も高く評価し、金子晴勇はアウグスティヌスは西ヨーロッパを古代文化とは異なった中世文化へと方向付けたとし、西ヨーロッパの「新生」に貢献した人物であると述べている。